# H2O: Просто добави вода
„H2O: Просто добави вода“ (на английски: H2O: Just Add Water) е австралийски сериен филм за деца, подрастващи и младежи, сниман през периода 2006 – 2010 г.
Първоначално се излъчва само от телевизионни канал Network Ten в Австралия, а впоследствие и в други 120 страни. Сюжетът на сериала се върти около ежедневните проблеми на 3 млади момичета, като е добавена завръзка: те са русалки със суперсили от водата.

## Излъчване
| Сезон | Сезон | Епизоди | Начало на сезона  | Край на сезона   |
| ----- | ----- | ------- | ----------------- | ---------------- |
|       | 1     | 26      | 7 юли 2006        | 29 декември 2006 |
|       | 2     | 26      | 28 септември 2007 | 21 март 2008     |
|       | 3     | 26      | 26 октомври 2009  | 16 април 2010    |

## Сезони

### Първи сезон
Три момичета – Ема Гилбърт, Клео Сертори и Рики Чадуик случайно се озовават на тайнствения остров Мако. Трите попадат в пещера без изход. За да се измъкнат, влизат в лунния басейн на Мако, свързан с океана и когато пълната луна ги огрява, те се превръщат в русалки. Момичетата откриват, че освен опашки, появяващи се 10 секунди след допирането им до вода, те имат и свръхестествени сили. Клео може да контролира формата и обема на водата, Ема да я замразява, а Рики я кара да се сварява. Луис Макартни, който е приятел на момичетата, им помага да опазват тайната си скрита от обществото. Сериалът се фокусира и върху усилията на момичетата да контролират своите сили правилно. Друга тема е за любовта, както и за справянето им с ежедневните проблеми като братя и сестри, училище и случайния контакт с вода. В епизодите момичетата разбират как са станали русалки, срещат се с бившата русалка Лоис Чатъм, изправят се пред много препятствия, за да скрият тайната си, но най-голямото е морският биолог Д-р Денмън от когото биват заловени.

### Втори сезон
Във втория сезон силите на момичетата излизат извън контрол. Всичко започва да се обърква – Клео къса с Луис, а в града идва ново момиче – Шарлот Уатсфорд (внучка на една от старите русалки – Грейси). Тя отделя Луис от момичета, тъй като се влюбва в него. Впоследствие разбира, че Клео, Ема и Рики са русалки и самата тя става русалка, с което създава още куп проблеми. Като русалка тя притежава и трите им сили едновременно. Запленена от ревност, Шарлот намразва момичета и става най-големият им враг. Накрая трите приятелки се изправят пред нея в голяма битка, а загубилият губи силите си на русалка завинаги.

### Трети сезон
В трети сезон Клео и Рики започват последната си година в училище без Ема, която обикаля света с родителите си (защото актрисата работи по други проекти). В епизодите се появяват нови герои – Бела (певица и русалка). Силата на Бела е да превръща водата в желе и да я втвърдява. И Уил, квалифициран водолаз, който се опитва да разбере тайните на Остров Мако. Той бива  нападнат от мощна сила, която обръща водата срещу русалките. Момичетата трябва да се справят със Зейн (който заплашва да разкаже за тайните на остров Мако, понеже Рики къса с него), нахалната сестра на Уил – Софи и любопитния колега на новата жена на бащата на Клео – Раян. Всичко, което момичетата знаят за острова, се оказва недостатъчно, а най-лошото е, че към тях се отправило нещо голямо, което заплашва целия свят. Приближава се голяма комета, която преди години е създала Лунния басейн. Момичетата заедно (чрез своите сили) трябва да направят така, че тя да смени курса си.

## Герои

### Главни герои
- Ема Гилбърт - фен на конната езда и плуването. Работи в кафенето „Джуснет“, което в сезон 3 е прекръстено на „При Рики“. Чрез силите си тя замразява всичко което съдържа вода, а по-късно и неща без вода.
- Клео Сертори - свенлива и срамежлива, но и верен приятел. Чрез силите си тя контролира и придава форми на водата, а от втори сезон контролира и въздуха.
- Рики Чадуик - не е особено отзивчива и дружелюбна. Тя е бунтар, но винаги подкрепя приятелките си. Чрез силите си разтапя и завира всичко с водно съдържание. От втори сезон контролира огъня и светкавиците. В трети сезон е управител на кафенето „При Рики“, заедно със Зейн.
- Изабела „Бела“ Хартли - певица и участва в група която изнася концерти в „При Рики“. Русалка е от девет-годишна и чрез силите си превръща водата в желе.
- Луис Маккартни - познава Клео от повече от 10 години. Той е много умен и помага на момичетата да се справят с трансформациите си. В третия сезон заминава за Америка, за да изучава науки.
- Зейн Бенет - местното лошо момче. Глезен, богат, но определено симпатичен. В началото не се разбира с момичетата, но по-късно става гадже на Рики. След като разбира, че тя е русалка двамата се разделят, но впоследствие отново са заедно. Когато Уил пристига в града, Зейн ревнува Рики от него и двамата отново късат. В трети сезон е собственик на кафенето „При Рики“, заедно с Рики.
- Уил Бенджамин – красив, млад водолаз, който се влюбва в Бела. Той също знае, че момичетата са русалки и им помага през последната им година от гимназията.

### Второстепенни (времени) герои
- Шарлот Уотсфърд – главният враг на момичетата във втори сезон и внучка на една от първите русалки Грейси. Тя също се превръща в русалка, но в края на сезона губи силите си завинаги. Чрез силите си, замразява, контролира и завира водата.
- Госпожица Луис Чатъм – една от трите първи русалки. Помага на момичетата през първия сезон.
- Мириам Кент – мисли се за гадже на Зейн, но според него не е. Не харесва момичетата, особено Рики и е сред главните им противници.
- Ким Сертори – досадната по-малка сестра на Клео. Почти разбира, че момичетата са русалки, но Клео я убеждава, че това не е вярно. Любимият ѝ цвят е розовият, защото го носи постоянно.
- Елиът Гилбърт – по-малкият брат на Ема. По време на сериала, той се е влюбвал в Рики и Ким. Има силна връзка със сестра си.
- Нейт – глупавият приятел на Зейн, който често се забърква в проблеми. Влюбва се в Клео, а по-късно и в Бела.
- Софи Бенджамин – по-голямата сестра на Уил.
- Д-р Линда Денман – морски биолог, който разбира, че момичетата са русалки чрез научната си техника. Опитва се да ги залови в лунния басейн.
- Тифъни – приятелка на Мириам. Тайно си харесва Луис.
- Байрън – шампион по сърф и плуване. Ема и Мириам си го харесват. Става гадже на Ема, но по-късно се разделят.
- Доналд „Дон“ Сертори – бащата на Клео и Ким.
- Саманта „Сам“ Робъртс-Сертори – геолог който се влюбва в Дон, след като отива на проверка на лодката му. По-късно, двамата се женят. Тя е мащеха на Клео и Ким.
- Аш – ездач и учител по езда на Елиът. Двамата с Ема стават гаджета, след като тя придружава брат си на урок по езда. Разбира, че момичетата са русалки след дългите лъжи на Ема.
- Нийл Гилбърт – баща на Ема и Елиът. Той е бизнесмен и приятел на бащата на Зейн, Харисън Бенет.
- Лиса Гилбърт – майка на Ема и Елиът. Била е спасител.
- Уилфред – собственик на кафенето „Джуснет“, след което кафенето се превръща в „При Рики“ и става собственост на Зейн и Рики.
- Харисън Бенет – баща на Зейн и приятел на бащата на Ема, Нийл. Той е много богат бизнесмен и рекордьор по уиндсърфинг.
- Госпожица Тейлър – учителката по науки на Клео и Луис.
- Раян Тейт – геолог, колега на Сам. Съдружничи си със Софи за изследването на остров Мако, за да взимат магически кристали и скали от лунния басейн, но го разрушават и магията му изчезва.
- Бев Сертори – майка на Клео и Ким. Във втори сезон се развежда с баща им.
- Анет Уотсфорд – майка на Шарлот и главен готвач в собствен ресторант. В епизод от втори сезон, Анет и Дон са много близки и Клео мисли, че двамата са гаджета. Оказва се, че тя е бизнес партньор на бащата на Клео.
- Амбър – приятелка на Ема. Тя също работи в „Джуснет“.
- Макс Хамилтън – добър приятел на първите русалки през 50-те години на миналия век. Той е направил колиетата от първите два сезона.
- Лори – работи в делфинариума с Клео.
- Госпожа Гедес – управител на делфинариума и шеф на Клео.

## Акъорски състав
- Кариба Хайн – Рики Чадуик
- Клеър Холт – Ема Гилбъърт
- Фийби Тонкин – Клео Сертори
- Индиана Евънс – Бела Хартли
- Ангъс Макларън – Луис Макартни
- Люк Митчъл – Уил Бенджамин
- Бърджес Абърнеди – Зейн Бенет
- Крейг Хорнър – Аш Доув
- Британи Бърнс – Шарлот Уастфорд
- Лара Кокс – Линда Денмън
- Терин Марлър – Софи Бенджамин/Джулия Доув (сезон 2)
- Алън Дейвид Лий – Доналд „Дон“ Сертори
- Дебора Коулс – Бев Сертори
- Клео Меси – Ким Сертори
- Пени Грей – Саманта „Сам“ Робъртс-Сертори
- Джаред Робинсен – Нийл Гилбърт
- Керълайн Кенисън – Лиса Гилбърт
- Трент Съливън – Елиът Гилбърт
- Кристин Амор – Лоис Катъм
- Ашли Брюър – Грейси Уастфорд
- Амрита Тър – Джулия Доув (сезон 1)
- Мартин Воган – Макс Хамилтън
- Тифани Ламб – Анет Уастфорд
- Джейми Тимъни – Нейт
- Анабел Стивънсън – Мириам Кент
- Алис Хънтър – Тифани
- Кристофър Пори – Байрън
- Джос МакУилям – Харисън Бенет
- Ариу Ланг Сио – Уилфред
- Ребека Мадън-Фишър – Амбър
- Андреа Мур – Г-жа Гедес
- Матю О'Кин – Лори
- Паул Бишъп – Митч
- Андрю Лес – Райън Тейт
- Мучи Филипс – Г-жа Тейлър
- Анди МакФий – Тери Чадуик

## H2O: Филмът
През 2007 г. е издаден и пълнометражен филм по сериала. Лентата е направена като са събрани няколко епизода от първия сезон на сериала: „Метармофоза“, „Парти край басейна“, „Уловът на деня“, „Парти момичета“, „Любовни терзания“, „Аферата Денман“ и „Ефектът на сирената“.

## В България
В България сериалът се излъчва първоначално по Jetix, а по-късно по обновения Disney Channel. Дублажът е на студио Медиа Линк. Ролите се озвучават от Здрава Каменова (в първи и трети сезон), Ася Братанова (във втори сезон), Мими Йорданова, Мариан Бачев и Чавдар Богданов.
По-късно започва излъчване по GTV, а по-късно по bTV Comedy под името „Русалки“. Дублажът е на студио Триада. Ролите се озвучават от Полина Христова, Милица Гладнишка, Георги Манев, Димитър Стефанов (в първи сезон) и Живко Джуранов (във втори сезон). В трети сезон озвучаващите артисти са Светлана Смолева, Цветослава Симеонова, Милица Гладнишка, Христо Бонин и Явор Караиванов.
На 7 април 2014 г. започва излъчване по Super 7.

## Списание, DVD и книги
От месец септември 2009 г. започва да се издава официалното българско месечно списание H2O: Just Add Water. То се издава от Артлайн Студио и Про филмс. Във всеки брой има много интересна информация, интервюта, игри, съвети, плакати и подаръци (тефтери, значки, книги, лексикон, саундтрак, албум и др.). Отделно всеки месец започват да излизат DVD-та с епизодите на сериала озвучени на български език. Като подаръци в списанието излизат и книги по епизодите:
- Необикновено момиче
- Да живееш в тайни
- Водни приключения
- Купон с преспиване

DVD-та остават недоиздадени, спрени са до средата на сезон 1. Списанието е спряно от издаване през месец август 2011 г.